# Roverius Petrus Romme
Roverius Petrus Romme (Terheijden, 18 februari 1801 - aldaar, 1 mei 1849) was een Nederlands politicus.
Romme was een advocaat en notaris uit Terheijden bij Breda, die tot de katholieke opposanten van de politiek van Willem I en Willem II behoorde. Hij kan als een van de eerste ultramontaanse afgevaardigden worden beschouwd. Gelieerd aan de Bredase familie Van Mierlo en voorvader (overgrootvader) van KVP-leider Carl Romme.